# Pruszków
Pruszków ([ˈpruʂkuf] lyssna (fil); jiddisch: פּרושקאָוו) är en stad i Masoviens vojvodskap nära Warszawa i centrala Polen. Staden hade 60 866 invånare (2016).
Staden var åren 1975–1998 belägen i Warszawa vojvodskap.